# Franjo Šimić
Franjo Šimić (ur. 25 maja 1900 w Gospiciu, zm. 9 sierpnia 1944 w Mostarze) – chorwacki wojskowy (generał) w Niepodległym Państwie Chorwackim (NDH) podczas II wojny światowej.
Ukończył Królewską Jugosłowiańską Akademię Wojskową w Belgradzie. Następnie służył w armii jugosłowiańskiej, dochodząc do stopnia pułkownika. Po najeździe wojsk osi na Królestwo Jugosławii i ustanowieniu Niepodległego Państwa Chorwackiego 10 kwietnia 1941 r., wstąpił do Chorwackiej Domobrany. Był dowódcą 9 Pułku Piechoty, a następnie 2 Pułku Górskiego. W czerwcu 1942 r. został mianowany przez poglavnika Ante Pavelicia jego przedstawicielem wojskowym do prowadzenia operacji militarnych na obszarze Pliva-Rama i Lasva-Glaz. We wrześniu tego roku odznaczono go Orderem Żelaznej Koniczyny 3 klasy za sukcesy w walce z komunistycznymi partyzantami w rejonie miejscowości Bugojno i Kupres. Od listopada 1942 r. dowodził 1 Ochotniczym Pułkiem Domobrany, działającym na obszarze Posušje-Imotski-Ljubuški. W lutym 1944 r. awansował do stopnia generała i dostał honorowy tytuł vitez (rycerz). W czerwcu tego roku został komendantem grupy bojowej operującej na obszarze Hum-Dubrava. 9 sierpnia w Mostarze został zamordowany w nieznanych okolicznościach. Podejrzewa się, że stali za tym tzw. Rasovi, czyli grupa wpływowych i ekstremistycznych ustaszy.